# Carsten Hallmann
Carsten Hallmann (* 11. Oktober 1961 in Essen) ist ein ehemaliger deutscher Fußballtorwart.

## Karriere
Carsten Hallmann begann in seiner Heimatstadt bei der ESG 99/06 Essen mit dem Fußballspielen. 1978 wechselte er zu Rot-Weiss Essen und stand ab 1980 im Kader der ersten Mannschaft, die damals in der 2. Bundesliga Nord spielte. Bereits in seiner ersten Saison kam er auf 14 Spiele und wurde spätestens ein Jahr später, in der Saison 1981/82, Stammtorwart. 1984 wechselte Hallmann nach dem Abstieg der Essener zum 1. FC Saarbrücken, mit dem er nach der ersten Saison, ebenfalls als „Nummer 1“, in die Bundesliga aufstieg. Sein bestes Spiel im Trikot des FCS machte er wohl im Pokal gegen den Bundesligisten VfB Stuttgart. Der 1. FC Saarbrücken, damals noch Zweitligist, erreichte im Wiederholungsspiel (im ersten Spiel trennte man sich mit 0:0 nach Verlängerung) nach einem 2:2 in der regulären Spielzeit das Elfmeterschießen, in dem Hallmann zwei Elfmeter hielt. Ein Elfmeter der Stuttgarter verfehlte das Tor, sodass der VfB im Elfmeterschießen kein Tor erzielte und Saarbrücken das Viertelfinale erreichte. Auch dieses konnte der FCS erfolgreich bestreiten (1:0 gegen Hannover 96). Im Halbfinale schied man schließlich gegen den späteren Pokalsieger Bayer 05 Uerdingen aus. 1986 stieg der FCS direkt wieder aus der Bundesliga ab. Hallmann musste im August 1986 am Kreuzband operiert werden und konnte danach kein Spiel mehr bestreiten.
Heute lebt Hallmann wieder in Essen und betreibt sieben Tabak-, Lotto- und Zeitschriften-Geschäfte.

### Statistik
| Liga          | Spiele (Tore) |
| ------------- | ------------- |
| Bundesliga    | 030 (0)       |
| 2. Bundesliga | 147 (0)       |
| Wettbewerb    |               |
| DFB-Pokal     | 014 (0)       |